# Vochysia caesia
Vochysia caesia är en tvåhjärtbladig växtart som beskrevs av Stafleu. Vochysia caesia ingår i släktet Vochysia och familjen Vochysiaceae. Inga underarter finns listade i Catalogue of Life.